# Zoltán Sebescen
Zoltán Sebescen est un footballeur allemand né le 1er octobre 1975 à Ehingen (Donau).

## Carrière
- 1996-1999 : Stuttgarter Kickers  Allemagne
- 1999-2001 : VfL Wolfsburg  Allemagne
- 2001-2004 : Bayer Leverkusen  Allemagne